# Ho visto anche degli zingari felici (2003)
Ho visto anche degli zingari felici, pubblicato nel 2003, è un album dal vivo registrato dal cantautore Claudio Lolli assieme al gruppo Il Parto delle Nuvole Pesanti.

## Descrizione
L'album è stato registrato durante una tournée tenuta da Claudio Lolli dal settembre 2002 al febbraio 2003, durante la quale il cantautore ripropose integralmente l'album Ho visto anche degli zingari felici (1976).
Le canzoni sono tutte riarrangiate dal gruppo Il Parto delle Nuvole Pesanti, cui si aggiungono il chitarrista Paolo Capodacqua, da tempo collaboratore fisso di Claudio Lolli, e altri due musicisti, il violoncellista Franco Cristaldi e il sassofonista Raul Colosimo.

## Tracce
Testi e musiche di Claudio Lolli.
1. Apertura – 1:11
2. Ho visto anche degli zingari felici (introduzione) – 5:44
3. Agosto – 5:39
4. Piazza, bella piazza – 4:55
5. Primo maggio di festa – 5:07
6. La morte della mosca – 3:37
7. Anna di Francia – 4:17
8. Anna di Francia (non sarò) – 3:38
9. Albana per Togliatti – 4:43
10. Ho visto anche degli zingari felici (conclusione) – 4:05
11. Finale – 1:56

## Formazione
- Claudio Lolli - voce
- Paolo Capodacqua - chitarra classica, acustica e elettrica
- Franco Cristaldi - violoncello
- Raul Colosimo - sax tenore, sax soprano, cori

Il Parto delle Nuvole Pesanti:
- Peppe Voltarelli - basso elettrico, fisarmonica, voce in Piazza, bella piazza e Albana per Togliatti
- Amerigo Sirianni - mandolino, chitarra, mandola
- Salvatore De Siena - tamburello, tamburo, grancassa, cabasa, cori
- Mimmo Mellace - batteria, bendir, tianas

## Crediti
- Registrato da Paolo Biavati
- Missato e masterizzato al Fonoprint di Bologna da Roberto Barillari

## Curiosità
Per quel che riguarda i testi, l'unica modifica rispetto alla versione originale dell'album, è in Anna di Francia, dove alla frase: «e Luigi Nono è un coglione» viene aggiunto: «sentiamo dire».